# Ариадна на Наксосе
Ариа́дна на На́ксосе (нем. Ariadne auf Naxos) — одноактная опера немецкого композитора Рихарда Штрауса на либретто, написанное Гуго фон Гофмансталем. В основу оперы лёг сюжет комедии «Мещанин во дворянстве» Мольера. Премьера прошла 25.10.1912 в Придворном театре Штутгарта (ныне Штутгарская опера). В 1916 году композитор выполнил новую редакцию оперы, которая впервые была поставлена в том же году в Венской придворной опере (ныне Венская государственная опера). В XXI веке опера исполняется преимущественно во второй редакции.

## История создания

### Первая версия
Опера была первоначально задумана как тридцатиминутный дивертисмент в качестве подарка для режиссёра Макса Рейнхарда, значительно повлиявшего на постановку другой оперы Рихарда Штрауса, «Кавалер розы». Помимо оперы, Штраус дописал дополнительно музыкальные фрагменты, которыми был дополнен музыкальный вечер. В результате опера заняла девяносто минут, а вся церемония в Придворном театре Штутгарта продлилась более чем шесть часов. Комбинация концерта и оперы оказалась нежелательной для аудитории, так как те, кто приехал, чтобы послушать оперу, негодовали из-за необходимости ожидать, пока не закончится концерт.
В том же году первая версия оперы была представлена публике в Цюрихе 5 декабря и в Праге 7 декабря.

### Вторая версия
После первых премьер стало очевидно, что опера в её тогдашнем виде была непрактичной, так как требовала большой оперной труппы, и таким образом её постановки были очень дороги. К тому же её величина была дополнительной проблемой для восприятия аудитории. Поэтому в 1913 году фон Гофмансталь предложил Штраусу заменить прежний пролог новым, который смог бы объяснить, почему опера сочетает в себе серьёзную классическую историю с лёгкой комедией в исполнении труппы комедии дель арте. Он также перенёс действие из Парижа в Вену. Штраус вначале отреагировал неохотно, но затем переписал пролог и изменил некоторые фрагменты оперы, которая была поставлена в 1916 году. Эта пересмотренная версия была впервые показана на венской сцене 4 октября того же года. С тех пор этот вариант обычно ставится в большинстве театров, хотя и первоначальная версия тоже иногда исполняется. Например, первая версия была осуществлена в рамках международного фестиваля в Эдинбурге в 1997 году, а также в 2012 году на оперном фестивале в Зальцбурге.

## Роли
| Роль           | Роль             | Голос                     | Исполнитель на премьере в Штутгарте, 25 октября 1912 года (первая версия) Дирижёр: Рихард Штраус | Исполнитель на премьере в Вене, 4 октября 1916 года (вторая версия) Дирижёр: Франц Шальк) |
| -------------- | ---------------- | ------------------------- | ------------------------------------------------------------------------------------------------ | ----------------------------------------------------------------------------------------- |
| Пролог         | Опера            | Голос                     | Исполнитель на премьере в Штутгарте, 25 октября 1912 года (первая версия) Дирижёр: Рихард Штраус | Исполнитель на премьере в Вене, 4 октября 1916 года (вторая версия) Дирижёр: Франц Шальк) |
| Примадонна     | Ариадна          | сопрано                   | Мария Ерица                                                                                      | Мария Ерица                                                                               |
| Тенор          | Вакх             | тенор                     | Герман Ядловкер                                                                                  | Бела фон Керней                                                                           |
| Цербинетта     | Цербинетта       | колоратурное сопрано      | Маргарета Зимс                                                                                   | Зелма Курц                                                                                |
| Арлекин        | Арлекин          | баритон                   | Албин Свобода, мл.                                                                               | Ганс Дуган                                                                                |
| Скарамучча     | Скарамучча       | тенор                     | Георг Маедер                                                                                     | Германн Галлос                                                                            |
| Труффальдино   | Труффальдино     | бас                       | Рейнгольд Фриц                                                                                   | Юлиус Бететто                                                                             |
| Бригелла       | Бригелла         | тенор                     | Франц Швердт                                                                                     | Адольф Немец                                                                              |
| Композитор     |                  | сопрано или меццо-сопрано |                                                                                                  | Лотта Леман, заменившая Марию Гутхайль-Шодер                                              |
| Учитель музыки | баритон          |                           | Ганс Дуган                                                                                       |                                                                                           |
| Учитель танцев | тенор            |                           | Георг Майкл                                                                                      |                                                                                           |
| Парикмахер     | баритон          |                           | Герхард Штеманн                                                                                  |                                                                                           |
| Лакей          | бас              |                           | Виктор Мадин                                                                                     |                                                                                           |
| Офицер         | тенор            |                           | Антон Арнольд                                                                                    |                                                                                           |
| Дворецкий      | разговорная роль |                           | Антон Аугуст Штоль                                                                               |                                                                                           |
|                | Наяда, нимфа     | высокое сопрано           | М. Юнкер-Букхардт                                                                                | Шарлотта Дамен                                                                            |
| Дриада, нимфа  | контральто       | Сигрид Онегин             | Гермина Киттель                                                                                  |                                                                                           |
| Эхо, нимфа     | сопрано          | Эрна Эллменрайх           | Карола Йованович                                                                                 |                                                                                           |
| Слуги          |                  |                           |                                                                                                  |                                                                                           |

## Сюжет
Время: XVIII век
Место: Вена, столица Австро-Венгрии

### Пролог
Действие пролога происходит на вилле, где богатый аристократ хочет развлечь своих гостей постановкой новой оперы на тему мифа об Ариадне на острове Наксос, заказав музыку молодому и амбициозному композитору-энтузиасту. Учитель музыки требует, чтоб лёгкая комедия дель арте была в программе после серьёзной оперы. Дворецкий возражает, что программа не изменится. Композитор очарован Цербинеттой, которая тоже не в восторге от идей учителя музыки. Осложняет все дворецкий, который объявляет, что хозяин хочет слушать и оперу и комедию сразу, одновременно. В отчаянии молодой композитор остаётся один и услышав звонок к началу представления, сбегает из дворца.

### Опера
Брошенная Тесеем Ариадна проводит большую часть своего времени во сне на острове Наксос. Она в отчаянии из-за своей несбывшейся любви. Итальянские актеры классической комедии в это же время оказываются на острове. Они сожалеют о судьбе Ариадны и несправедливости по отношению к ней и пытаются развлечь её, в то время как она жаждет лишь смерти. Цербинетта пытается доказать Ариадне, что проводы любви — это вовсе не трагедия. Цербинетта начинает заигрывать сразу с тремя мужчинами и хвастается своим свободным и независимым образом жизни и неумеренной любовью к мужчинам. Но Ариадна не слушает её. Внезапный приход Вакха, вначале принятого Ариадной за Тесея, приводит к возникновению взаимной любви между ними.

## Музыка
Рихард Штраус и Гуго фон Гофмансталь создали музыкальную притчу о вечной и непостоянной любви в помпезном стиле, в которой претенциозный дворянин планирует шоу, одновременно сочетающее в себе элементы высокого и низменного искусства.

## Избранные аудиозаписи
Солисты даются в следующем порядке: Примадонна/Ариадна, Цербинетта, Композитор, Тенор/Бахус.
- 1954 — дир. Карл Бём; солисты: Лиза Делла Каза, Хильда Гюден, Ирмгард Зифрид, Рудольф Шок, Рита Штрайх (Наяда), Венский филармонический оркестр; Зальцбургский фестиваль;
- 1976 — дир. Георг Шолти; солисты: Леонтин Прайс, Эдита Груберова, Татьяна Троянос, Рене Колло, Лондонский филармонический оркестр;
- 1986 — дир. Джеймс Ливайн; солисты: Анна Томова-Синтова, Кэтлин Бэттл, Агнес Бальтса, Гэри Лейкс, Герман Прей (Учитель музыки), Барбара Бонней (Наяда), Даун Апшоу (Эхо);
- 2000 — дир. Джузеппе Синополи; солисты: Дебора Войт, Натали Дессей, Анне Софи фон Оттер, Бен Хеппнер, Саксонская государственная капелла.

## Избранные видеозаписи
Солисты даются в следующем порядке: Примадонна/Ариадна, Цербинетта, Композитор, Тенор/Бахус.
- 1965 — реж. Гюнтер Реннерт; дир. Карл Бём; солисты: Хильдегард Хиллебрехт, Рери Грист, Сена Юринац, Джесс Томас; Венский филармонический оркестр; Зальцбургский фестиваль;
- 1977 (звук) — 1978 (постановка) — реж. Филиппо Саньюст; дир. Карл Бём; солисты: Гундула Яновиц, Эдита Груберова, Труделизе Шмидт, Рене Колло; Венский филармонический оркестр; основано на спектакле Венской оперы;
- 1988 — реж. Бодо Игес; дир. Джеймс Ливайн; солисты: Джесси Норман, Кэтлин Бэттл, Татьяна Троянос, Джеймс Кинг, Барбара Бонней (Наяда), Даун Апшоу (Эхо); Метрополитен-опера;
- 2000 — реж. Марко Артуро Марелли; реж. Колин Дэвис; солисты: Сьюзен Энтони, Ириде Мартинез, Софи Кох, Джон Вилларс, Тео Адам (Учитель музыки); Опера Земпера.
- 2012 — реж. Филипп Арло; дир. Кристиан Тилеман; солисты: Рене Флеминг, Джейн Арчибальд, Софи Кох, Роберт Дин Смит, Рене Колло (Дворецкий); Саксонская государственная капелла; Фестивальный дом Баден-Бадена.

## В астрономии
В честь героини оперы Цербинетты назван астероид (693) Зербинетта, открытый в 1909 году немецким астрономом Августом Копффом.